# Gud, som vård om sparven tar
Gud, som vård om sparven tar är en psalm med text skriven 1958 av Ewert Amnefors och musik skriven 1959 av Uno Sandén. Första versens text är hämtad från Matteusevangeliet 6:26-34 och andra versen från Psaltaren 147:4.

## Publicerad i
- Herren Lever 1977 som nummer 903 under rubriken "Att leva av tro - Tro - trygghet".[2]
- Psalmer och Sånger 1987 som nummer 620 under rubriken "Att leva av tro - Förtröstan - trygghet".[1]